# Önellenőrzés (adózás)
Az önellenőrzés az adójogban  azt a lehetőséget jelöli, miszerint az önadózás útján megállapított vagy megállapítani elmulasztott adót, adóalapot az adózó helyesbítheti. Az önellenőrzés részletes szabályait Magyarországon az adózás rendjéről szóló 2003. évi XCII. törvény (Art.) határozza meg.

## Önellenőrzési jog
Önellenőrzési jog
Az adózó önadózás esetén jogosult az önellenőrzésre, ha az adózás rendjéről szóló  törvény másként nem rendelkezik. A jogkövetkezmények alkalmazása során az önellenőrzéssel esik egy tekintet alá, ha az adózó a bevallása elfogadásával kivetett adó utólagos módosítását kéri, adóbevallásának módosításával.

## Főbb szabályai
Ha az adózó, még az adóhatóság ellenőrzésének megkezdését megelőzően feltárja, hogy az adóalapját, az adót, nem a jogszabálynak megfelelően állapította meg, vagy bevallása számítási hiba vagy más elírás miatt az adó alapja, összege tekintetében hibás, bevallását önellenőrzéssel módosíthatja.
Az önellenőrzés fontos korlátja, hogy az ellenőrzés megkezdésétől a vizsgálat alá vont adó a vizsgált időszak tekintetében önellenőrzéssel nem helyesbíthető.

## Önellenőrzési pótlék
Ha az adózó az adót, a költségvetési támogatást az önellenőrzésre vonatkozó rendelkezések szerint helyesbíti, önellenőrzési pótlékot kell fizetnie.
Az önellenőrzési pótlékot adónként, illetve költségvetési támogatásonként a bevallott és a helyesbített adó, illetve költségvetési támogatás összegének különbözete után az adózó állapítja meg, és a bevallással egyidejűleg fizeti meg.
Az önellenőrzési pótlékot a késedelmi pótlék 50%-ának, ugyanazon bevallásnak ismételt önellenőrzése esetén 75%-ának megfelelő mértékben kell felszámítani a bevallás benyújtására előírt határidő leteltét követő első naptól az önellenőrzés benyújtásának napjáig. Ha az önellenőrzés pótlólagos adófizetési kötelezettséget nem eredményezett, mert az adózó adóját az eredeti esedékességkor vagy korábbi önellenőrzése során hiánytalanul megfizette, a fizetendő pótlék összegét az általános szabályok szerinti mértékkel kell meghatározni, de az 5000 forintot, magánszemély esetében az 1000 forintot meghaladó összeget nem kell bevallani és megfizetni. Ha az önellenőrzés pótlólagos adófizetési kötelezettséget azért nem eredményez, mert a bevallani és megfizetni elmulasztott adót a későbbi bevallásában hiánytalanul bevallotta és megfizette, vagy a bevallani és megfizetni elmulasztott adó a következő elszámolási időszakban levonható adónak minősült volna, az önellenőrzési pótlék összege nem haladhatja meg a két bevallás közötti időre felszámítható késedelmi pótlék összegét. Ugyanilyen szabályok alapján kell megállapítani az önellenőrzési pótlékot akkor is, ha a termékimportot terhelő általános forgalmi adót az adózó az adólevonási jog keletkezését követően, de az előző adómegállapítási időszakra vonatkozó adóbevallásban szerepeltette előzetesen felszámított levonható adóként.
Ha több egymást követő elszámolási időszak általános forgalmi adó bevallását azért kellett önellenőrizni, mert az előző vagy korábbi elszámolási időszak téves bevallása miatt a göngyölített levonható, de vissza nem igényelhető adó összegét az adózó helyesbítette, az önellenőrzési pótlék alapja az első téves adóbevallásban feltárt különbözet.
Nem kell pótlékot felszámítani, ha a munkáltató vagy kifizető késedelmes vagy hibás igazolása miatt az adózó bevallását önellenőrzéssel helyesbíti.
Az önellenőrzési pótlék kérelemre akkor mérsékelhető, ha az adózó tévedését olyan körülmények bizonyításával menti ki, amelyek egyébként megalapoznák a bírságmérséklést is.
Nem kell önellenőrzési pótlékot felszámítani, ha a munkáltató (kifizető) az elektronikus havi adó- és járulékbevallást a magánszemély hibás nyilatkozata miatt önellenőrzéssel helyesbíti.
Az adózó az önellenőrzéssel megállapított helyesbített adóalap, adó, illetve költségvetési támogatás bevallásával mentesül az adóbírság, mulasztási bírság alól, a helyesbített meg nem fizetett adó, jogosulatlanul igénybe vett költségvetési támogatás, továbbá az önellenőrzési pótlék megfizetésével az önellenőrzés időpontjáig esedékes késedelmi pótlék alól.